# Kola (singel The Rasmus)
Kola – drugi singel, z albumu Playboys fińskiego zespołu The Rasmus.

## Lista utworów
1. „Kola” – 3:41